# Trsat
Trsat (tal. Tersatto) je naselje i mjesni odbor grada Rijeke. S crkvom Blažene Djevice Marije te franjevačkim samostanom, najstarije je marijansko svetište u Hrvatskoj.

## Mjesni odbor
Mjesni odbor Grad Trsat osnovan je Zaključkom o utvrđivanju osnutka mjesnih odbora prema odluci Poglavarstva Grada Rijeke na sjednici održanoj 18. srpnja 1995. godine. Predsjednica Vijeća mjesnog odbora je Sanja Lujić Pirc (nezavisna)
- Daniel Antunović, zamjenik predsjednice, MOŽEMO!, AM, UNIJA
- Hrvoje Devčić, član, HDZ
- Aleksandar Salević, član, SDP
- Paul Simunović, član, HDZ

## Zemljopis
Trsat se nalazi na brdu (138 m n/v) iznad kanjona Rječine, sjeverno od centraa Sušaka, a prostire se između starog grada Trsata (Gradina) do nekadašnje kasarne (današnja sveučilišni 'Kampus') i do Strmice na sjever. Mjesni odbor teritorijalno graniči s mjesnim odborima Bulevard, Centar-Sušak, Draga, Gornja Vežica, Orehovica i Vojak.

## Povijest
Na tjemenu trsatskog brda (Trsatica, nekadašnji Trsat) nalazilo se predantičko naselje Liburna, kao sjedište jedne od autonomnih, općinskih zajednica koje su stari pisci nazivali civitas. Autohtono naselje nastalo je znatno prije uspostave rimske dominacije, a ime "Trsat" čuva u kontinuitetu izvorni epihorski naziv. U rimsko doba sagrađena je vojna utvrda koje je branila obližnje naselje. Nakon propasti Zapadnog Rimskog Carstva Trsat se spominje 799. godine, kada je tu poginuo furlanski markgrof Erik. Poslije toga spominje se u Vinodolskom zakonu kao posjed krčkih knezova Frankapana. U njihovu posjedu Trsat se nalazio do 1529. godine.

#### O imenu Tarsatica - Rijeka i Trsat
Prvo naselje Tarsatica, grad-utvrda nalazilo se na mjestu današnjeg Starog grada, kao važno obrambeno rimsko uporište u IV. stoljeću, razorena 799. od Franaka u borbi s Hrvatima, prilikom čega na obroncima brda pogiba i markgrof Erik. Uskoro se nakon franačkog odlaska ime Tarsatice prenijelo na susjedni 138 metara visok brijeg, pod imenom Tersat, i konačno Trsat. Samo ime moglo bi biti od keltskog naziva Tarsa, u značenju  'brdo uz rijeku' . 
Pod imenom Tarsatica prvi puta se spominje u Vinodolskom zakoniku 1288., kao sjedište Vinodolske župe i u posjedu krčkih knezova, kasnije Frankapana. Na mjestu bivše Tarsatice u 13. stoljeću razvio se grad Reka (današnja Rijeka) s kulama, trgovinama i ulicama, koja će od 1466. uz manje prekide do 1918. pripadati Habsburgovcima.  Stari nazivi Tarsatica i Tarsa sačuvali su se u nazivima popularnih ugostiteljskih lokala na Trsatu.

#### Starija povijest
Trsat je u mlađem željeznom dobu pripadao Japodima, a tek je kasnije uvršten pod teritorij rimljana iz ekonomsko – trgovačkih i vojno – strateških razloga. Dolaskom Rimljana, a prije 1. stoljeća, tadašnje naselje počinje prerastati u gradsko naselje rimskog tipa zadržavši važnost centralnog naselja. Bilo je koncipirano po modelu rimskih municipija. Upravu su sačinjavali najznačajniji građani, a u povijesnim se izvorima spominje i djelovanje svećenika.
Veliku važnost je imala na kraju antike, točnije krajem šestog i početkom sedmog stoljeća. Služila je kao jedan od centara obrane od avarsko-slavenskih naleta.

## Trsatska legenda
Prema narodnoj tradiciji i pisanim kronikama, na trsatsko brdo 10. svibnja 1291. na čudesan je način iz Nazareta stigla rodna kuća Blažene Djevice Marije. Na tome mjestu kuća je boravila tri godine i na jednako čudesan način prešla u talijanski gradić Loreto (10. prosinca 1294.) gdje se i dan danas nalazi. Taj događaj se toliko dojmio ovdašnjeg naroda da su ljudi odmah počeli hodočastiti na trsatsko brdo.
Čuvši što se dogodilo, tadašnji vlasnik ovdašnje zemlje krčki knez Nikola Frankapan, osobno je došao na Trsat da se uvjeri u vjerodostojnost onoga što je čuo. Odmah potom izaslao je u Palestinu poslanstvo koje ga je nakon povratka izvijestilo što su tamo doznali i vidjeli. Naime, istodobno, Marijina rodna kuća u Nazaretu je nestala i nitko nije znao kako.

### Povijesna vjerojatnost
Povijesno je vjerojatno da su križari, nakon poraza u Svetoj zemlji 1287. nastojali skloniti dio svetih predmeta koji su se ondje nalazili, pa tako i dijelove nazaretske kuće, dok je dio te kuće ostao u Nazaretu i danas je vidljiv u bazilici Navještenja.
Nakon što je Marijina kuća prešla u Loreto, knez Ivan Frankapan dao je na Trsatu podići kapelicu, a njegov sin Martin dao je sagraditi franjevački samostan s crkvom Blažene Djevice Marije. Od te crkve sačuvani su do danas samo fragmenti. U kasnije sagrađenoj većoj crkvi najveću vrijednost ima slika koja prikazuje Mariju kao Majku Milosti, a štuje se kao čudotvorna.

## Znamenitosti

### Stube Petra Kružića
Takozvane Trsatske stube koje od riječke Delte vode do crkve i samostana dao je 1531. kao zavjet izgraditi kapetan Klisa Petar Kružić. Dograđivale su se stoljećima. Prvotno je postavljeno 128 stepenica, a danas ih je 561, a uz njih je smješteno nekoliko zavjetnih kapela. Počinju s ulaznim baroknim trijemom s reljefom Bogorodice Tješiteljice (Bogorodica s djetetom u naručju). Iznad ulaza piše: CONSOLATRIX AFLICTORUM (tješiteljica tužnih). Nebrojeni hodočasnici su često i na koljenima prelazili ovaj put da bi se poklonili čudotvornoj Gospi Trsatskoj. Kroz trijemove i kapele, preko mnogo kamenih stepenica izlazili bi visoko iznad kanjona Riječine.

### Trsatska čitaonica
Nasuprot crkve nalazi se dom Hrvatske čitaonice Trsat, djelo domaćeg arhitekta Mate Glavana. Njena gradnja dovršena je 1897. godine. U prošlosti knjižnica i čitaonica, te mjesto mnogih humanitarnih priredbi, Hrvatska čitaonica i danas je mjesto okupljanja i središte kulturnih događanja na Trsatu. U Hrvatskoj čitaonici danas se organiziraju i kulturna i humanitarna zbivanja poput koncerata, narodnih veselja, pokladnih svečanosti, recitatorskih, vokalnih i dramskih sadržaja, predavanja, plesnih zabava itd.

### Marijansko svetište
Crkva Blažene Djevice Marije na Trsatu - Gospe Trsatske je najstarije hrvatsko marijansko svetište i odredište mnogih hodočasnika iz zemlje i inozemstva. U njoj se nalazi čudotvorna Marijina slika. Također u sklopu franjevačkog samostana je i kapela Zavjetnih darova, dok se ispred crkve nalazi kip pape Ivana Pavla II., "Trsatski hodočasnik" podignut povodom njegovog 100-og svjetskog hodočašća kada je tom prilikom posjetio Rijeku, Trsat i mnoge hrvatske gradove i svetišta.
Marijino proštenište bilo je poznato još u srednjem vijeku. 1453. godine franjevci su pozvani na Trsat da se nastane uz svetište Majke Milosti kao čuvari svetišta. Pozvani su nastojanjem kneza Martina Frankopana, a njihovo smještanje pismeno je odobrio papa Nikola V.

### Crkva Sv. Jurja
U ulici Petra Zrinskog prema Gradini nalazi se crkva Sv. Jurja koja je kroz stoljeća, a i danas župna crkva Trsata, posvećena zaštitniku Trsata. Podigli su je sredinom 13. st. krčki knezovi Frankopani. Crkva se spominje i u Vinodolskom zakoniku (1288.), jednom od prvih pravnih dokumenata u Europi. U crkvi su postavljeni oltari sv. Jurja, sv. Sebastijana i Majke Božje od Karmela, a prigrađena joj je kapela Sv. Dizme.
Crkva je stradala u potresu 1750. te je ponovo sazidana 1754. godine. Godine 1866. uklonjen je trijem i podignut zvonik. Glavni oltar izradio je 1797. godine Ksaver Medelini (vjerojatno Venecijanac), a tri manja oltara izradio je riječki klesar Dorigo. Slike su izradili Ferdinand Ludwig (Senj) i Giovanni Fumi (Rijeka).

### Trsatska gradina
Na mjestu današnjeg kaštela, vjeruje se da je u rimsko doba stajala rimska utvrda. Kula u sklopu kaštela imala je u renesansi ime rimska kula. Možda su taj objekt podigli predantički Liburni.
Kada su Hrvati naselili Kvarner, stara kula na Trsatu postala je njihova vojna utvrda. Franački kralj Karlo Veliki poslao je na kvarnerske Hrvate furlanskoga vojvodu Erika da ih pokori, no oni su ga dočekali na Trsatu gdje su njegovu vojsku razbili, a njega ubili. Nakon tog događaja o Trsatu nema pisanih vijesti do 13. stoljeća.
Godine 1223. hrvatsko-ugarski kralj Andrija II. darovao je knezovima Krčkim (kasnijim Frankapanima) Vinodolsku županiju u čijem je sastavu bio i Trsat.
Kada su Frankapani 1449. godine u Modrušu podijelili svoja imanja, Trsat i Bakar pripali su knezu Martinu. Godine 1527., prilikom prodora Turaka iz Like prema zapadu, skupina njihovih konjanika upala je na Grobničko polje i zauzela Trsat. Turci su u trsatskoj utvrdi držali veću skupinu hrvatskih zarobljenika. Kada su bili prinuđeni napustiti Trsat, zarobljenike nisu poveli sa sobom, pa ih je krajiška vojska oslobodila.
Udajom Katarine Frankapan za kneza Nikolu Zrinskog, Trsat je prešao u posjed Zrinskih. Kada je na vinodolskom području ustrojena Hrvatska krajina, Trsat je došao pod vlast Bečke komore.
Godine 1582. založio je nadvojvoda Karlo Trsat senjskom kapetanu Raabu. Dok je Raab bio vlasnik trsatskog kaštela, dao je sniziti rimsku kulu za pola njezine visine. Kako nadvojvoda Karlo nije vratio posuđeni novac, Trsat je naslijedio Raabov zet Gašpar Knežić. Kasnije je Trsat vraćen Frankapanima, ali ne za dugo, jer je bio uključen u Vojnu krajinu. Kada je na Kvarneru minula turska opasnost, Trsat je dodijeljen naslovnim kapetanima grada Rijeke koji su utvrdu sasvim zapustili, pa se do početka 19. stoljeća pretvorila u razvalinu. Trsatski kaštel kupila je u takvom stanju, 1826. godine, bakarska općina i ubrzo ga prodala zapovjedniku austrijskog primorja, grofu Lavalu Nugentu, koji je kaštel dao preurediti u raskošnu rezidenciju. Obnovljene prostorije dao je opremiti stilskim namještajem i umjetninama najvišeg reda. Obnovom objekta upravljao je mletački graditelj Paronuzzi. Nugent je u odajama novoga dvora uredio i galeriju slika starih talijanskih majstora, među kojima je bilo i nekoliko djela Andrije Medulića. Grof Nugent 22. kolovoza 1862. umire u Bosiljevu, pa biva prebačen u grobnicu “Mir junaka” na Trsatu.

### Ljeto na Gradini
Ljeto na Gradini je naziv glazbeno-scenske manifestacije koja se od 1986. održava na Trsatskom kaštelu.

### Filmski festival
Na Trsatu se od 2010. godine godišnje održava festival hrvatskih katoličkih filmova. Organiziraju ga Istra film iz Rijeke uz pomoć Turističke zajednice Grada Rijeke, Primorsko-goranske županije, Hrvatskog audiovizualnog centra i Franjevačkog samostana Trsat.

### Popis znamenitosti
- Stube Petra Kružića
- Trsatska čitaonica
- Crkva Gospe Trsatske
- Svetište Majke Božje TrsatskeČudotvorna slika Blažene Djevice Marije
- Franjevački samostan
- Spomenik NOB-u Ljube de Carine
- Park Heroja i Spomen kosturnica Zdenka Sile
- Pravoslavna crkva sv. Georija
- Crkva sv. Jure
- Trsatski kaštel (Gradina)

## Galerija slika
- Trsat pod snijegom
- Trsat zameten snijegom 19. prosinca 2009.
- Zima u Rijeci, Trsatski park
- Trsat noću, pogled na crkveni zvonik

## Vanjske poveznice
- Službena stranica MO Grad Trsat (Grad Rijeka)